# Fauler Pfuhl
Der Faule Pfuhl ist ein See bei Penkun im Landkreis Vorpommern-Greifswald in Mecklenburg-Vorpommern.
Das etwa 0,5 Hektar große Gewässer befindet sich im Gemeindegebiet von Penkun, wobei die Stadt Penkun sich am südlichen Ufer befindet. Der See hat keine natürlichen Ab- oder Zuflüsse. Die maximale Ausdehnung des Faulen Pfuhls beträgt etwa 100 mal 70 Meter.